# Aphyosemion dargei
Aphyosemion dargei är en fiskart som beskrevs av Amiet, 1987. Aphyosemion dargei ingår i släktet Aphyosemion och familjen Nothobranchiidae. IUCN kategoriserar arten globalt som sårbar. Inga underarter finns listade i Catalogue of Life.